# Zhuangzi (księga)
Zhuangzi – starożytny chiński traktat filozoficzny, obok Daodejing zasadnicze dzieło filozofii taoistycznej, cenione także za walory literackie.

## Pochodzenie tytułu
Księga Zhuangzi (莊子) nosi nazwę od imienia jej autora. Od 742 n.e., kiedy to cesarz dynastii Tang – Xuanzong nadał honorowe tytuły taoistycznym tekstom, jest także znana jako Nan hua zhen jing (南華真經), co oznacza Prawdziwa księga południowego kwiatu. Tytuł odnosi się do tego, że Zhuangzi, według tradycji, pochodził z Południowych Chin.

## Budowa Zhuangzi i jej autorzy
W skład księgi wchodzą teksty różnych autorów, uważanych za kontynuatorów szkoły Zhuangzi, aczkolwiek siedem wewnętrznych rozdziałów, tworzących trzon księgi, przypisuje się jemu samemu. Dzieło składa się z trzech części zwanych rozdziałami zewnętrznymi, wewnętrznymi i miscellanea.

## Zhuangzi a nieśmiertelność
Autor często wspomina w swym dziele długowieczności, a nawet nieśmiertelności. Słowa te są rozumiane dwojako:
- Na poziomie fizycznym – długowieczność poprzez pielęgnację zdrowia i sił witalnych
- Na poziomie mistycznym – wiecznym, nieśmiertelnym jest tylko ten kto osiądzie w Dao, zespoli się z nim

## Treść niektórych przypowieści

### Sen motylaa niedwoistość
Zhuangzi śnił o tym, że jest motylem. Latał z kwiatka na kwiatek, był lekki, wolny i szczęśliwy. Obudził się. Czy to Zhuangzi śnił, że był motylem, czy to motyl śni, że jest Zhuangzi? W końcu między Zhuangzi a motylem musi być jakaś różnica! To się zwie Transformacją Rzeczy.
Zobacz też: argument snu

### Wielkie drzewoipolowanie na małpy– prawdziwy mędrzec ukrywa swe cnoty
Uczeń i jego mistrz – drwal, przechodzili obok gigantycznego drzewa. Było ono tak wielkie, że wielokrotnie przewyższało bogatą świątynię, wybudowaną na jego cześć, stojącą obok. Z jednej gałęzi można było wybudować kilka okrętów, jego gałęzie i listowie rzucały cień na wiele kilometrów, itd. Mistrz przeszedł obok nawet nie zerkając na drzewo. Uczeń stał dłuższą chwilę, oniemiały z zachwytu, i przyglądał się kolosowi. Po chwili podbiegł za mistrzem i spytał, czemu starzec zignorował drzewo. Jakby było coś warte, ktoś dawno by je ściął – odrzekł drwal.
Podczas polowania na małpy myśliwy dostrzegł, że jedna z nich jest tak zwinna i szybka, że nawet przed nim nie ucieka. Małpa unikała strzał i naigrawała się z myśliwego. Ten jednak uparł się i poświęcił wiele czasu i energii, by udowodnić, że jednak potrafi ją ustrzelić.

### Wielka ryba- mała wiedza nie ogarnieDao
Rokrocznie książę zarzucał gigantyczną wędkę w oceanie. Przywiązywał do niej 50 krów. Po kilku dniach z wody wyciągał rybę tak gigantyczną, że mogła przez kilka dni wyżywić pobliskie wioski. I tylko wędkarze, którzy łowili małe rybki w stawach, nie mogli uwierzyć w prawdziwość tej historii.

### Mewy i wronyorazsześć palców– natura nie tworzy dobrego i złego
Mewy nie dlatego są białe, że codziennie się kąpią. Wrony nie są czarne, bo moczą się w tuszu. Nic co stworzyła natura nie jest ani dobre, ani złe. Białe nie jest lepsze od czarnego.
Pewien człowiek urodził się z sześcioma palcami u rąk. Nie było to nienaturalne, nie było to złe, ani dobre. Inny człowiek, który urodził się z pięcioma palcami, chciał mieć ich sześć. To było głupie.

## Wydania polskie
- Czuang-dze, Myśli wybrane, tłum. Jan Wypler, Nakładem Tygodnika "Kuźnica", 1937 (reprint: Oficyna Wydawnicza Hairesis, 1991).
- Czuang-tsy, Prawdziwa księga południowego kwiatu, tłum. Witold Jabłoński, Janusz Chmielewski, Olgierd Wojtasiewicz, Wydawnictwo PWN, Warszawa 1953.
- Thomas Merton, Droga Chuang Tzu, Wydawnictwo WAM, 2005 (wypisy z Zhuangzi)
- Mistrz Zhuang, Prawdziwa księga południowego kwiatu – wydanie w formie komiksu, Wydawnictwo Wodnika, Warszawa 1992, ISBN 83-85-457-01-1 (na podstawie chińskiego wydania – "Zhuangzi Shuo", Pekin 1990).
- Zhuangzi, Prawdziwa księga południowego kwiatu, tłum. Marcin Jacoby, Wydawnictwo Iskry, Warszawa 2009, ISBN 978-83-244-0092-8.